# Russo TI
| TI ist das Kürzel für den Kanton Tessin in der Schweiz. Es wird verwendet, um Verwechslungen mit anderen Einträgen des Namens Russo zu vermeiden. |

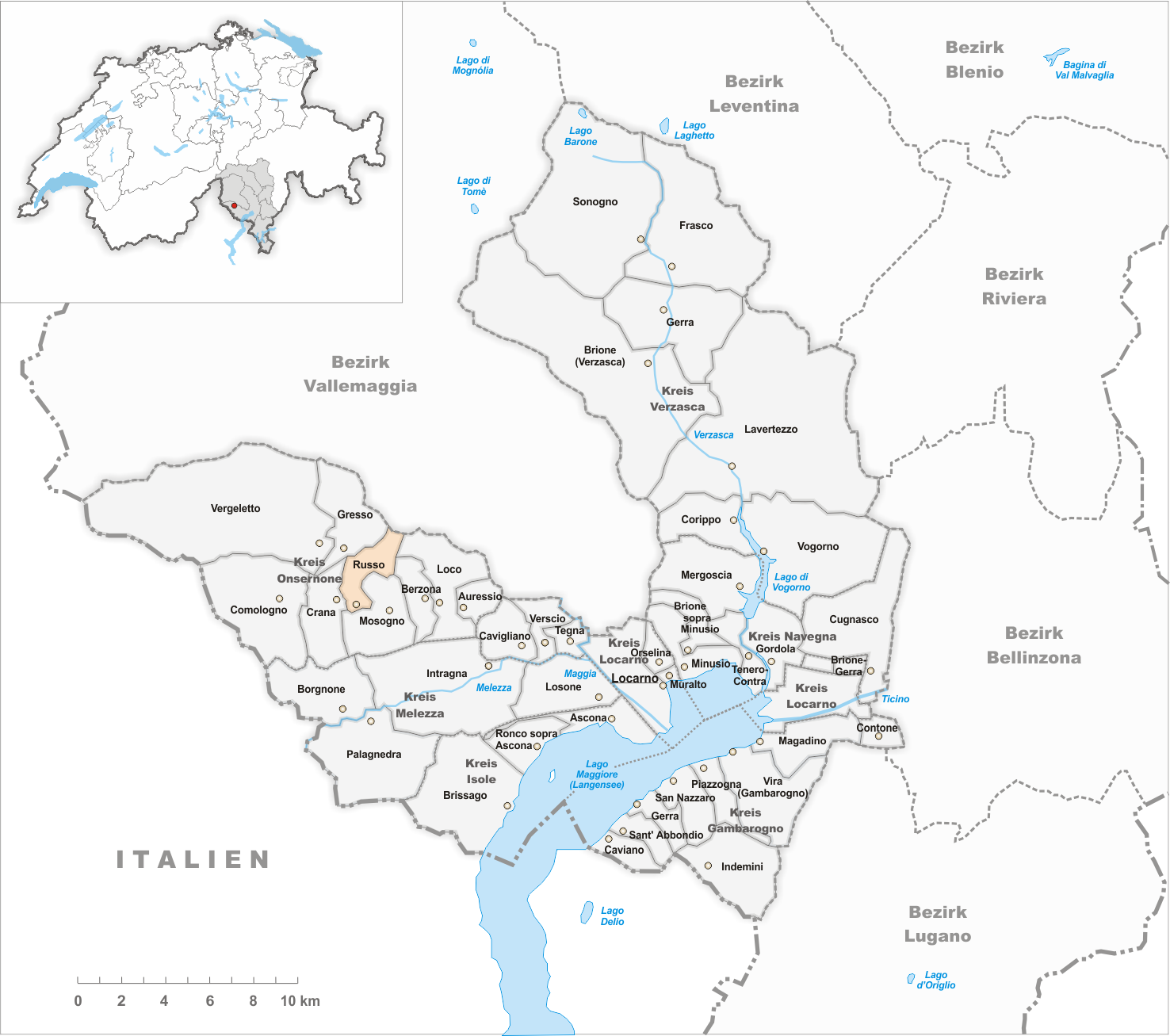
Gemeindestand vor der Fusion am 1. Januar 1995

Russo ist eine Ortschaft in der Gemeinde Onsernone, Bezirk Locarno, im Schweizer Kanton Tessin. Sie bildete bis zum 31. Dezember 1994 eine eigene politische Gemeinde und fusionierte darauf mit Comologno und Crana zur Gemeinde Onsernone.

## Geographie
Das Dorf liegt auf 801 m ü. M. in der Mitte des Onsernonetals, wo nordwärts die Valle di Vergeletto abzweigt.

## Geschichte
Russo wurde 1231 erstmals als de Ruxi erwähnt und 1277 als Rusio.
Der Pfarrbezirk entstand vermutlich um 1656 nach einer Abtrennung von Loco. Die Pfarreien von Comologno (1715), Vergeletto (1757) und Crana (1787) kamen später dazu. Bis um die Mitte des 20. Jahrhunderts stellten Landwirtschaft und Viehzucht die Haupterwerbsquellen dar. Nachdem die Zahl der Bewohner besonders nach dem Zweiten Weltkrieg über Jahrzehnte beständig abgenommen hatte, steigt sie seit den 1970er-Jahren wieder leicht an. Grund ist die verbesserte Infrastruktur (Kantonsstrasse).

## Bevölkerung
Einwohnerzahlen: Volkszählungsdaten

## Sehenswürdigkeiten
Das Dorfbild ist im Inventar der schützenswerten Ortsbilder der Schweiz (ISOS) als schützenswertes Ortsbild der Schweiz von nationaler Bedeutung eingestuft.
- Pfarrkirche Santa Maria Assunta, 17. Jahrhundert, mit einem Glockenturm aus Sichtmauerwerk[5][6]
- Casa Bezzola (Mitte 18. Jahrhundert) mit Arkadengang[5][6]
- Casa Döbeli, heute Ferienhaus

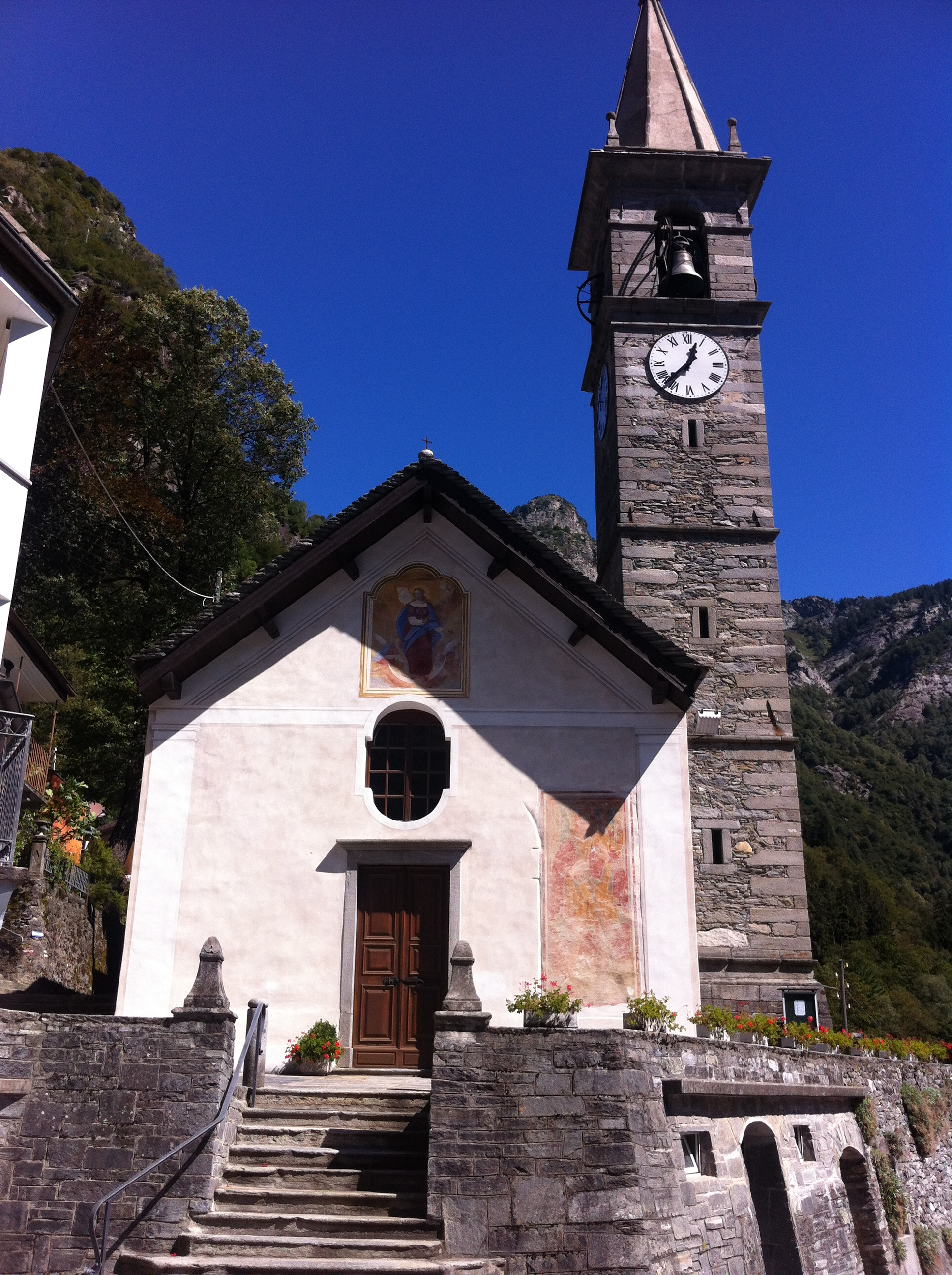
Pfarrkirche Santa Maria Assunta, 17. Jahrhundert
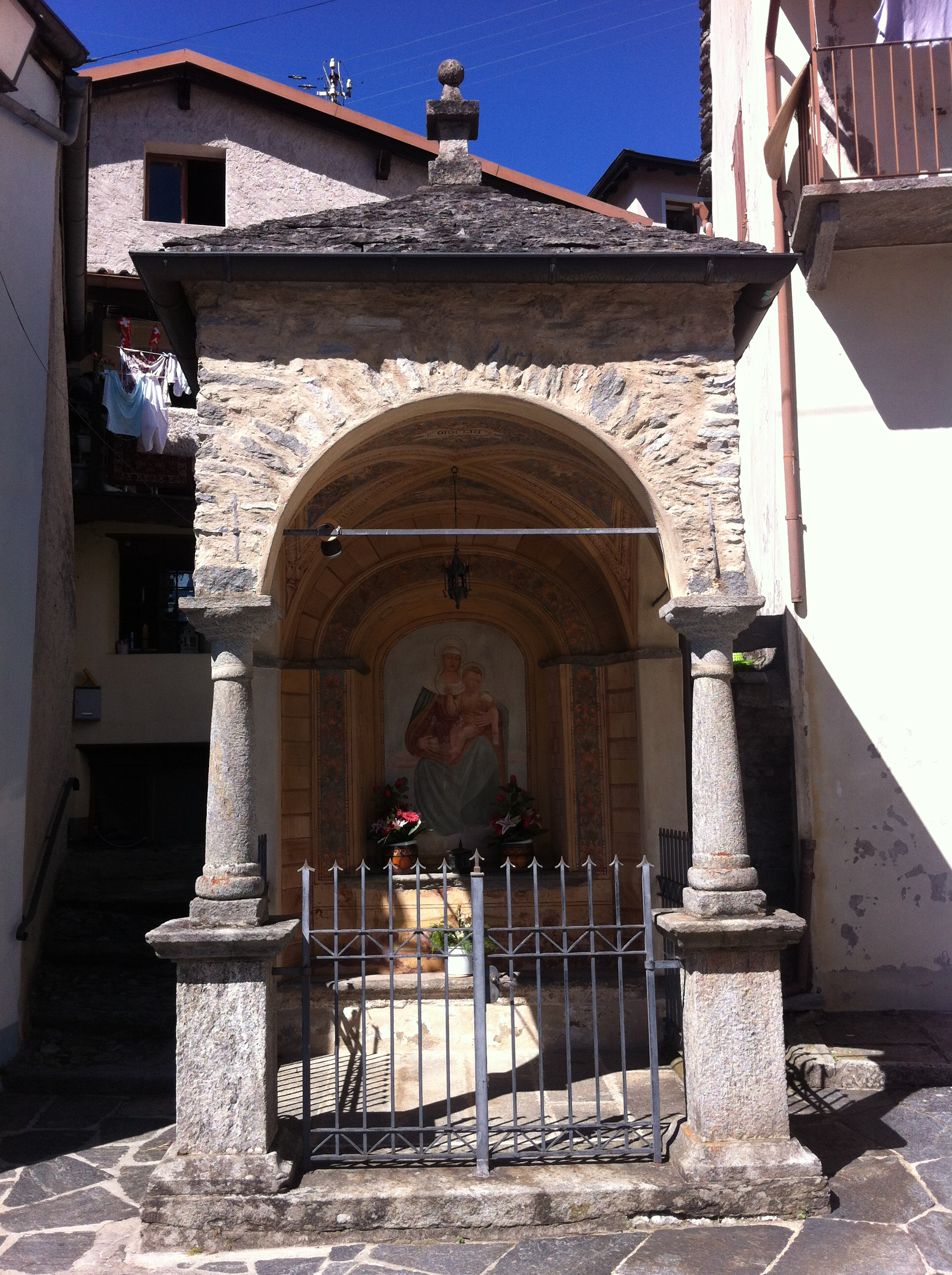
Betkapelle vor der Pfarrkirche
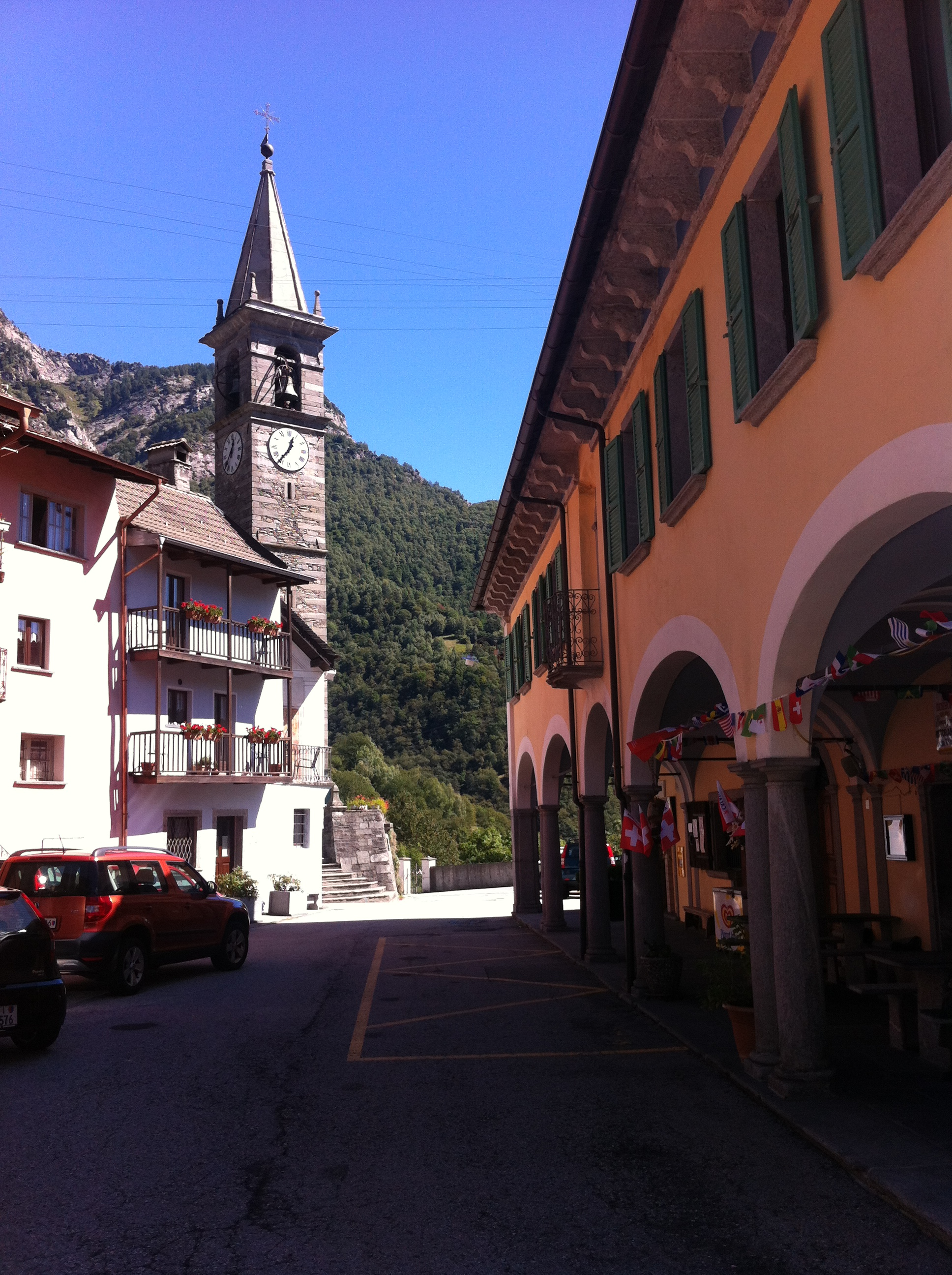
Dorfzentrum mit der Pfarrkirche und der Casa Bezzola mit Post und Restaurant

## Kultur
- Pro Onsernone[7]

## Persönlichkeiten
- Evaristo Garbani-Nerini (1867–1944), Jurist, Politiker, Direktor des Weltpostvereins in Bern
- Carlo Florindo Semini (* 16. November 1914 in Russo; † 10. Juni 2004 in Lugano), Musiker, Komponist und Musikkritiker[8][9]
- Bixio Candolfi (* 24. November 1919 in Locarno; † 6. Dezember 2018 in Russo), Sprachlehrer an der Handelsschule Chiasso, Mitarbeiter des Radios der italienischen Schweiz, Übersetzer, Autor von Dokumentarsendungen und Hörspielen, Produzent[10]